# Романов, Василий Максимович
Василий Максимович Романов — советский хозяйственный деятель, Герой Социалистического Труда.

## Биография
Родился в 1935 году на территории современной Тверской области. Член КПСС.
В 1953—1956 годах — военнослужащий Советской армии.
В 1956—1995 годах — вальщик леса, бригадир малой комплексной бригады Жуковского лесоучастка Андреапольского леспромхоза Министерства лесной и деревообрабатывающей промышленности СССР.
Указом Президиума Верховного Совета СССР от 8 апреля 1971 года присвоено звание Героя Социалистического Труда с вручением ордена Ленина и золотой медали «Серп и Молот».
Делегат XXVI съезда КПСС.
Умер в 2000 году в Андреаполе.
Почётный гражданин Андреапольского округа Тверской области.

## Награды и звания
- Герой Социалистического Труда (08.04.1971)
- Орден Ленина (06.09.1966, 08.04.1971)